# Jaroslav Štercl
Jaroslav Václav Štercl (18. listopadu 1919 Blovice u Plzně
 – 4. dubna 1996, Praha) byl český herec, komik, lidový bavič, muzikálový a operetní zpěvák a trampský muzikant. Často vystupoval v kabaretech a na estrádách.

## Život

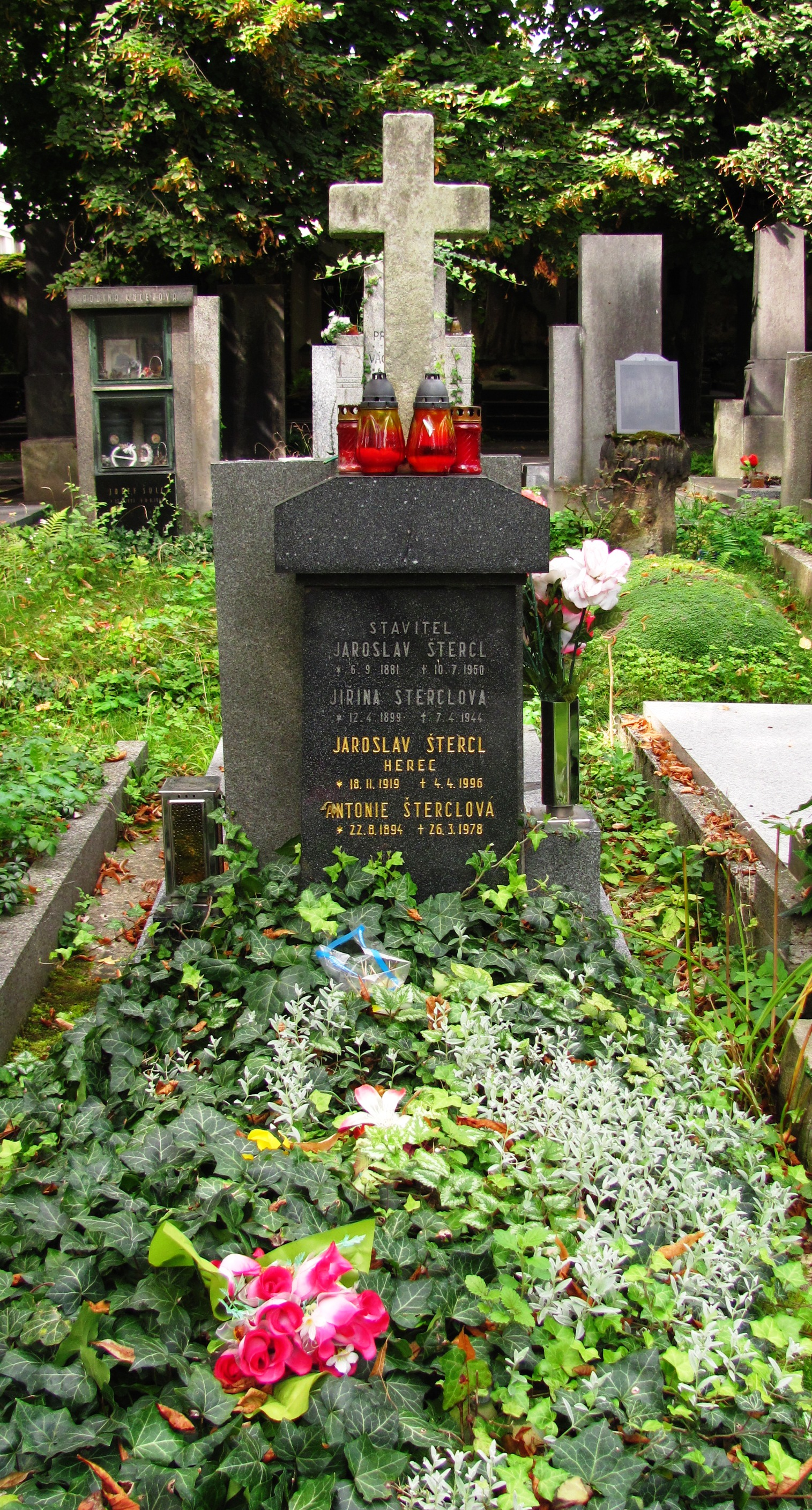
Šterclův hrob na Vinohradském hřbitově v Praze

Jaroslav Štercl se narodil do rodiny stavitele Jaroslava Josefa Štercla, původem syna hostinského z Milostína na Rakovnicku, a jeho manželky Antonie, roz. Trčové, jež pocházela ze zemědělské rodiny z Buzic u Blatné.
Patřil k originálním českým komikům. Jeho první veřejné vystoupení bylo na kabaretní scénce Nuselského pivovaru v Praze. Za svůj život si zahrál mnoho desítek drobných a epizodních roliček ve filmu a v televizi. Hrdě se hlásil k trampské osadě Ztracenka, odkud pocházela i skupina Settleři či Jarka Mottl i mnozí další významní trampští muzikanti a umělci. Také působil v Hudebním divadle v Nuslích a po zavření divadla v roce 1977 v Karlíně (tam však dostával velmi malé role, které nakonec odmítl). Poté musel i v televizních vystoupeních vynechat nevhodné narážky (např. jako referent Kňourek telefonické oslovení soudruh Habsburk).
Dr. Jan Pixa jej objevil pro televizní vědomostní soutěže. Do té chvíle se málo vědělo, že známý komik je vzdělán v mnoha oborech a má obrovské encyklopedické vědomosti; stal se jedním z prvních odborných poradců v soutěžích Souboj s pamětí a Osm vteřin a dost a jejich hlavní hvězdou. Jeho nápovědy byly často zaobaleny do neuvěřitelného kabátu, ale v jádru byly vždy velmi přesné. Jeho knihovna čítala několik tisíc svazků, ve kterých se velmi rychle orientoval.
Až do své smrti nezapomněl na své diváky a trpělivě objížděl i malé obce jako jeden z mnoha účinkujících v estrádním pořadu Abeceda humoru, kde vystupoval po boku Standy Procházky, Richarda Adama, Jaroslava Čejky či Jiřího Helekala. Rád navštěvoval Nuselskou kavárnu v pražských Nuslích, kde v letech 1955 až 1968 podle svědectví pamětníků bavil zdarma celé osazenstvo (dnes je tam v přízemí čtyřpatrového rohového domu s typickou věží a hodinami v původních prostorách Nuselské kavárny z 19. století orientální restaurace Pod věží v Otakarově ulici čp.6).
Je pochován na Vinohradském hřbitově v Praze.

## Citát
Mým velkým přítelem se stal komik Jarda Štercl narozený 18. listopadu 1919, tedy ve stejném roce jako já. Ve své době byl velice populární – nikdo si bez něho nedovedl představit různé estrády a silvestrovské pořady. Také Jan Werich se s ním vždycky rád setkával a velice ho chválil, jak umí svým divákům podávat legrácky…Velký úspěch mu přinesla televizní soutěž „Souboj s pamětí“, kde exceloval, prokazoval svoje perfektní znalosti. Tomu se málokdo mohl rovnat. Vystudoval stavařinu, měl nadprůměrnou inteligenci. Byl to velmi chytrý kluk a také celoživotní pravý trempík.
Standa Procházka

## Televize
- 1969 Světáci (film) – role: kabaretní komik
- 1966 Sedm koní a vavříny (TV film) – role: cestující ve vlaku Osvald Novák
- 1965 Magnetické vlny léčí (TV film) – role: soudcův pohůnek
- 1964 Limonádový Joe aneb Koňská opera (film) – role: poštmistr